# Leiodes longipes
Leiodes longipes är en skalbaggsart som först beskrevs av Schmidt 1841.  Leiodes longipes ingår i släktet Liodes, och familjen mycelbaggar. Arten är reproducerande i Sverige.